# Полоз Михайло Миколайович
Миха́йло Микола́йович По́лоз (при народженні — Полозов) (23 грудня 1891, Харків — 3 листопада 1937, Сандармох) — український радянський політичний діяч, член Української Центральної Ради. Постійний представник Ради Міністрів УСРР при Раді Міністрів СРСР, народний комісар фінансів УСРР. Член ЦК КП(б)У в листопаді 1927 — січні 1934 р.

## Життєпис

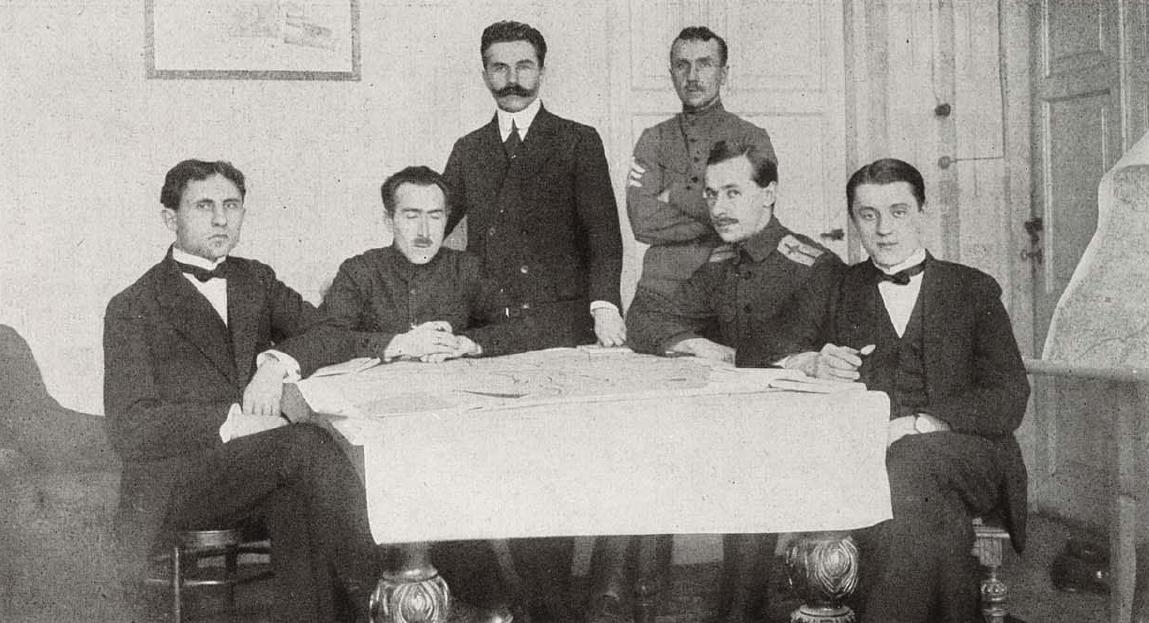
Українська делегація у Бересті. Зліва направо: Микола Любинський, Всеволод Голубович, Микола Левитський, Григорій Лисенко, Михайло Полоз, Олександр Севрюк

Народився 23 грудня 1891 року в Харкові у родині акцизного чиновника з дворян. По закінченні реального училища навчався в Московському міському народному університеті імені Петра Шанявського (1910—1912) та в Петровсько-Разумовській сільськогосподарській академії (1912—1915).
Під час Першої світової війни закінчив льотну школу (1915) і в чині прапорщика воював на румунському фронті.

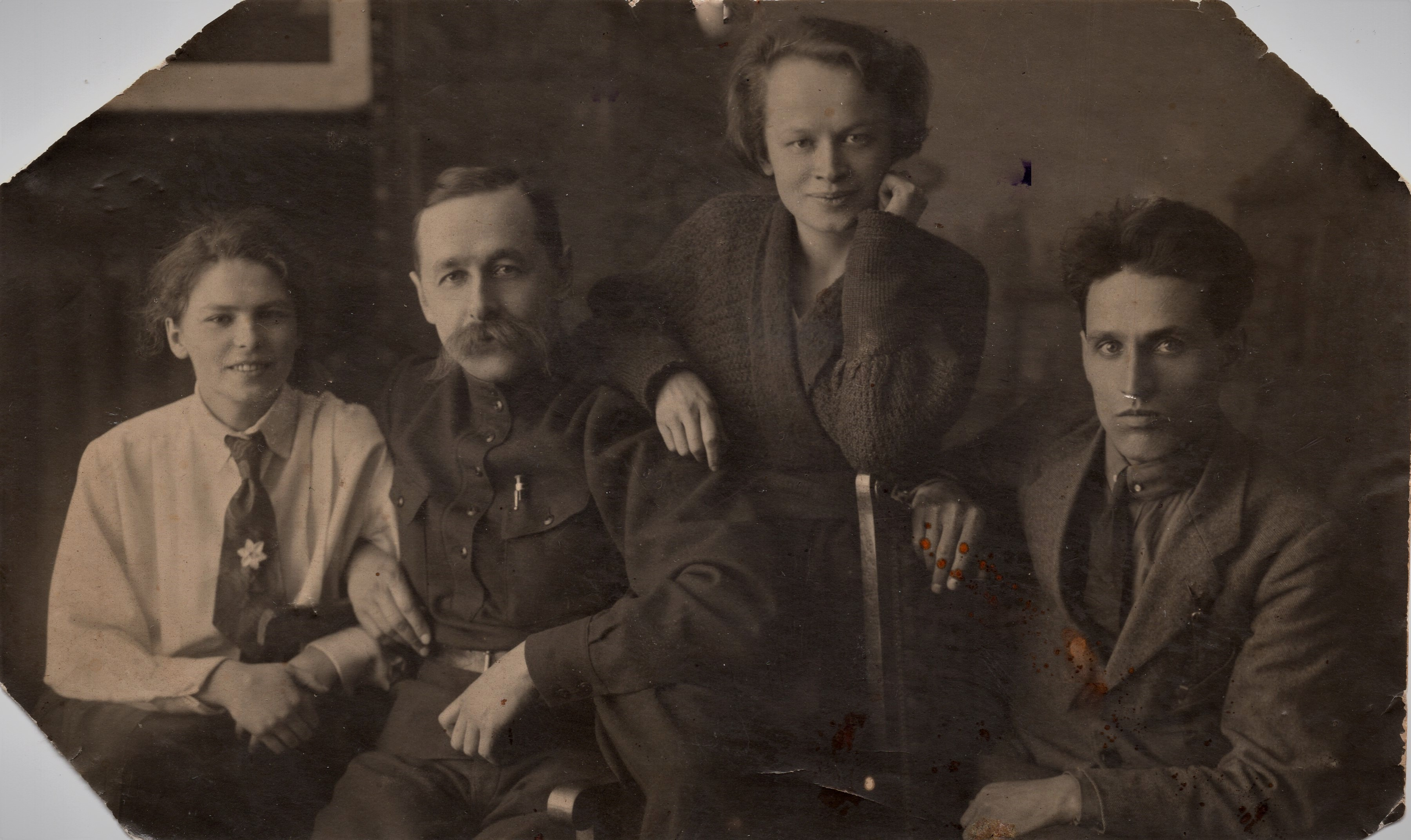
Михайло Полоз з дружиною Тетяною Мягковою та Микола Христовий з дружиною Катериною Філатовою. Середина 1920-х рр., Харків

### Політична діяльність
Ще студентом вів активну політичну діяльність. Уже 1906 року він був членом Харківського союзу учнів соціал-революціонерів, а через два роки вперше заарештований. 1917 року представляв у Центральній Раді Українську партію соціалістів-революціонерів (УПСР), був членом Українського військового генерального комітету та членом української мирної делегації в Бересті. Через рік, у 1918, при підході до Києва армії Михайла Муравйова арештований за зв'язки з більшовиками і засуджений до розстрілу, врятували його козаки.
Належав до лівого крила УПСР, після розколу есерівської партії — до боротьбистів, один із керівників партії. Під час гетьманату був у підпіллі, брав участь у підготовці збройного повстання проти гетьмана. Член КП(б)У з 1920 року, працював по партійній лінії в Харкові й Москві.

### Економічна діяльність
Обіймав важливі державні й господарчі посади: член Президії Укрраднаргоспу, голова адміністративно-фінансової комісії при Раднаркомі УСРР, повноважний представник УСРР у Москві (1921—1923), голова Держплану Української СРР (1923—1925), заступник голови Держплану Української СРР (1925—1926), заступник народного комісара фінансів Української СРР (1926), народний комісар фінансів Української СРР (травень 1926 — 5 січня 1931), заступник голови бюджетної комісії ЦВК СРСР (1930—1934). Як спеціаліст з льотної справи заклав підґрунтя для розвитку цивільної авіації в Україні. 24 грудня 1927 року на громадських засадах очолив Український комітет охорони пам'яток природи, багато зробив на цій посаді для охорони культурних і природних пам'яток.

### Репресії
Заарештований органами ГПУ 12 січня 1934 року в Москві. Слідство велося спочатку в Москві, потім справу передали до Харкова і далі до Києва. 4 червня 1934 року засуджений у справі Української військової організації до 10 років виправно-трудових таборів. 9 жовтня 1937 року особлива трійка засудила Полоза повторно — до найвищої кари. Розстріляний 3 листопада 1937 р. в урочищі Сандармох у Карельській АРСР. Його дружину, Тетяну Мягкову, розстріляно на Колимі (17.11.1937).
Реабілітований посмертно — Військовим трибуналом Київського військового округу (08.03.1957) і Архангельським обласним судом у РРФСР (19.04.1957).